# 최철호 (1979년)
최철호(崔哲浩, 1979년 3월 16일~)는 일본의 배우이다.